# Park Shin-yang
Park Shin-yang là một diễn viên Hàn Quốc. Anh học chuyên ngành diễn xuất tại Đại học Dongguk ở Hàn Quốc và học tại Đại học Sân khấu Shevkin ở Nga. Từ năm 1996, ông đã giành được một số giải thưởng diễn xuất tại Hàn Quốc.